# Tommi Korpela
Tommi Korpela (ur. 23 sierpnia 1968 w Helsinkach) – fiński aktor, uhonorowany trzykrotnie nagrodą Jussi przez Fińską Fundację Filmową.

## Kariera
Urodził się w Helsinkach 23 sierpnia 1968 roku. W 1994 roku wystąpił w fińskim filmie telewizyjnym Johanneksen leipäpuu w reżyserii Mattiego Ijäsa. W 2001 zagrał w filmie biograficznym Klasyk w reżyserii 	Kariego Väänänena. W kolejnych latach aktor wystąpił w filmach: Za żywych i umarłych (2005, reż. Kari Paljakka), Światła o zmierzchu (2006, reż. Aki Kaurismäki), Książę opery mydlanej (2006, reż. Janne Kuusi), Męska robota (2007, Aleksi Salmenperä), Dom mrocznych motyli (2008, reż. Dome Karukoski), Zakazane owoce (2009, reż. Dome Karukoski), Miłość i inne kłopoty (2012, reż. Samuli Valkama), Oczyszczenie (2012, reż. Antti Jokinen), Chłopiec do góry nogami (2014, reż. Juha Lehtola), Akuszerka (2015, Antti Jokinen), Kwiaty zła (2016, reż. 	Antti Jokinen), Farma cudów (2017, reż. Inari Niemi), Po tamtej stronie (2017, reż. Aki Kaurismäki).
Tommi Korpela był trzykrotnie nagradzany przez Fińską Fundację Filmową. Pierwszy raz w 2008 otrzymał nagrodę Jussi za rolę Juhy w filmie Męska robota, drugi raz w 2009 za rolę Lauriego w filmie Putoavia enkeleitä w reżyserii Heikki Kujanpää, trzeci raz w 2016 za rolę w filmie Häiriötekijä w reżyserii Aleksiego Salmenperä. W 2018 nominowano Korpela po raz czwarty za rolę Jussiego Ketoli w filmie Ikitie w reżyserii Antti-Jussiego Annili.